# Football Club Crotone 2010-2011
Questa voce raccoglie le informazioni riguardanti il Football Club Crotone per la stagione sportiva 2010-2011.

## Stagione
La stagione è partita ufficialmente il 14 agosto 2010 allo Stadio Ezio Scida di Crotone, dove la squadra è impegnata nel secondo turno della Coppa Italia 2010-2011 contro la Triestina. La sfida è terminata 1-0 per il Crotone grazie a un gol al 60º minuto di Degano. L'esperienza in Coppa Italia si è conclusa nel turno successivo, con la sconfitta per 1-0 contro l'Albinoleffe. Il campionato ha avuto inizio il 22 agosto 2010 a Reggio Calabria, nel derby contro la Reggina, terminato a reti bianche. Il 27 novembre 2010, in seguito alla sconfitta casalinga contro il Vicenza, la società ha esonerato il tecnico Menichini, ingaggiando al suo posto Eugenio Corini. L'esordio del nuovo tecnico è avvenuto il successivo 4 dicembre, nella sconfitta esterna contro il Novara. Il 19 febbraio 2011, in seguito alla sconfitta esterna contro il Sassuolo e il 13º posto in classifica, il club ha esonerato Corini e richiamato Menichini in panchina. La stagione si è conclusa con l'11º posto in campionato e 54 punti conquistati.

## Piazzamenti nelle competizioni

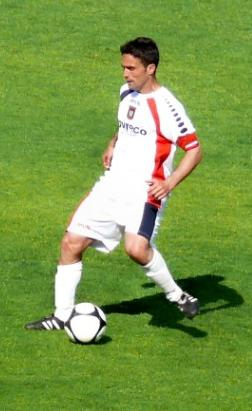
Antonio Galardo

- Serie B: 11°
- Coppa Italia: Terzo turno

## Divise e sponsor
Lo sponsor tecnico per la stagione 2010-2011 è Zeus, mentre lo sponsor ufficiale è Sovreco.
La divisa è composta da una maglia a righe blu e rosse, i pantaloncini e i calzettoni blu. La divisa di riserva è bianca con due righe orizzontali rosse e blu, mentre i pantaloncini e i calzettoni sono bianchi.

## Organigramma societario
Area direttiva
- Presidente: Salvatore Gualtieri
- Vice Presidente: Giovanni Vrenna
- Amministratore delegato: Giancarlo Martucci
- Amministratore: Raffaele Marino
- Direttore generale: Pier Paolo Gualtieri

Area organizzativa
- Segretario generale: Renato Punzo Colurcio
- Team manager: Roberto Emanuele
- Segretario sportivo:Anselmo Iovine

Area comunicazione
- Responsabile area comunicazione: Francesco Biafora
- Ufficio Stampa: Ierardi Luciano
- Addetto agli arbitri: Valentino Pedullà

Area tecnica
- Direttore sportivo: Beppe Ursino
- Allenatore: Leonardo Menichini, poi Eugenio Corini, poi Leonardo Menichini
- Allenatore in seconda: Luigi Garzya, poi Salvatore Giunta, poi Luigi Garzya
- Collaboratore tecnico: Massimo Drago
- Collaboratore: Rocco Massara
- Preparatore atletico: Andrea Bonatti
- Preparatore dei portieri: Antonio Macrì

Area sanitaria
- Responsabile sanitario: Francesco Polimeno
- Massaggiatore: Pietro Cistaro

## Rosa
| N. |                      | Ruolo | Calciatore                 |
| -- | -------------------- | ----- | -------------------------- |
| 1  | Slovenia (bandiera)  | P     | Vid Belec                  |
| 2  | Italia (bandiera)    | D     | Alessandro Crescenzi       |
| 3  | Italia (bandiera)    | D     | Francesco Migliore         |
| 4  | Italia (bandiera)    | C     | Antonio Galardo (capitano) |
| 5  | Italia (bandiera)    | D     | Federico Viviani           |
| 6  | Italia (bandiera)    | C     | Nicola Beati               |
| 7  | Italia (bandiera)    | A     | Pietro De Giorgio          |
| 8  | Camerun (bandiera)   | C     | Louise Parfait             |
| 9  | Germania (bandiera)  | A     | Davis Curiale              |
| 10 | Italia (bandiera)    | A     | Ciro Ginestra              |
| 11 | Italia (bandiera)    | A     | Aniello Cutolo             |
| 14 | Camerun (bandiera)   | C     | Kelvin Ewome Matute        |
| 16 | Italia (bandiera)    | A     | Aiman Napoli               |
| 19 | Francia (bandiera)   | D     | Kévin Vinetot              |
| 20 | Italia (bandiera)    | C     | Massimo Loviso             |
| 20 | Argentina (bandiera) | A     | Emmanuel Ledesma           |

| N. |                       | Ruolo | Calciatore         |
| -- | --------------------- | ----- | ------------------ |
| 21 | Italia (bandiera)     | D     | Leonardo Terigi    |
| 22 | Serbia (bandiera)     | A     | Milan Đurić        |
| 22 | Canada (bandiera)     | A     | Julian Uccello     |
| 23 | Italia (bandiera)     | C     | Andrea Russotto    |
| 23 | Italia (bandiera)     | A     | Daniele Degano     |
| 27 | Italia (bandiera)     | C     | Mirko Eramo        |
| 33 | Italia (bandiera)     | D     | Marco Cabeccia     |
| 36 | Italia (bandiera)     | D     | Giuseppe Abruzzese |
| 37 | Italia (bandiera)     | D     | Antonio Mazzotta   |
| 56 | Italia (bandiera)     | D     | Luca Tedeschi      |
| 61 | Italia (bandiera)     | P     | Giacomo Bindi      |
| 70 | Brasile (bandiera)    | A     | Caetano            |
| 87 | Portogallo (bandiera) | D     | Pedro Correia      |
| 90 | Italia (bandiera)     | C     | Yonese Hanine      |
| 99 | Italia (bandiera)     | P     | Emanuele Concetti  |

## Calciomercato

### Sessione estiva(dall'1/7 all'31/8)
| Acquisti | Acquisti             | Acquisti   | Acquisti          |
| R.       | Nome                 | da         | Modalità          |
| -------- | -------------------- | ---------- | ----------------- |
| D        | Marco Cabeccia       | SPAL       | definitivo        |
| D        | Leonardo Terigi      | Genoa      | prestito          |
| P        | Vid Belec            | Inter      | prestito          |
| C        | Yonese Hanine        | Chievo     | prestito          |
| D        | Kévin Vinetot        | Giulianova | prestito          |
| D        | Francesco Migliore   | Giulianova | compartecipazione |
| C        | Mirko Eramo          | Sampdoria  | prestito          |
| A        | Davis Curiale        | Palermo    | prestito          |
| A        | Aiman Napoli         | Inter      | prestito          |
| C        | Emmanuel Ledesma     | Genoa      | compartecipazione |
| C        | Louise Parfait       | Genoa      | prestito          |
| D        | Alessandro Crescenzi | Roma       | prestito          |
| A        | Aniello Cutolo       | Perugia    | definitivo        |
| A        | Pietro De Giorgio    | Empoli     | definitivo        |
| A        | Julian Uccello       | Bellaria   | definitivo        |
| D        | Luca Tedeschi        | Parma      | prestito          |
| P        | Giacomo Bindi        | Genoa      | compartecipazione |
| D        | Pedro Correia        | Fátima     | definitivo        |
| C        | Andrea Russotto      | Bellinzona | prestito          |

| Cessioni | Cessioni             | Cessioni      | Cessioni   |
| R.       | Nome                 | a             | Modalità   |
| -------- | -------------------- | ------------- | ---------- |
| D        | Archimede Morleo     | Bologna       | definitivo |
| P        | Simone Farelli       | Siena         | definitivo |
| A        | Daniele Degano       | Cosenza       | definitivo |
| A        | Luca Paponetti       | Giulianova    | definitivo |
| D        | Paolino Mercurio     | Vigor Lamezia | definitivo |
| P        | Paolo Castelli       |               | svincolato |
| C        | Andrea Briglia       | Trento        | definitivo |
| D        | Francesco Galeoto    | Barletta      | svincolato |
| D        | Pasquale Cosentino   | Vibonese      | definitivo |
| D        | Gennaro Scognamiglio |               | svincolato |
| A        | Nicola Petrilli      |               | svincolato |
| C        | Raffaele De Martino  |               | svincolato |

### Sessione invernale(dall'1/1 all'31/1)
| Acquisti | Acquisti         | Acquisti  | Acquisti          |
| R.       | Nome             | da        | Modalità          |
| -------- | ---------------- | --------- | ----------------- |
| C        | Massimo Loviso   | Torino    | prestito          |
| D        | Antonio Mazzotta | Pescara   | prestito          |
| C        | Fabrizio Bramati | Guidonia  | prestito          |
| C        | Caetano Calil    | Frosinone | definitivo        |
| C        | Kelvin Matute    | Udinese   | compartecipazione |

| Cessioni | Cessioni         | Cessioni  | Cessioni      |
| R.       | Nome             | a         | Modalità      |
| -------- | ---------------- | --------- | ------------- |
| C        | Emmanuel Ledesma | Genoa     | definitivo    |
| C        | Nicola Beati     | Frosinone | definitivo    |
| A        | Julian Uccello   | Casale    | prestito      |
| A        | Aiman Napoli     | Inter     | fine prestito |

## Serie B

### Girone di andata
| Reggio Calabria 22 agosto 2010, ore 20:45 CEST 1ª giornata | Reggina       | 0 – 0 referto | Crotone | Stadio Oreste Granillo (5.860 spett.)\| Arbitro: \| Ciampi (Roma) \| |
| Arbitro:                                                   | Ciampi (Roma) |               |         |                                                                      |

| Arbitro: | Merchiori (Ferrara) |

|                     |           |            |
| Ginestra 18’ (rig.) | Marcatori | 90’ Rabito |

| Arbitro: | Tommasi (Bassano del Grappa) |

|           |           |            |
| Iunco 76’ | Marcatori | 48’ Cutolo |

| Arbitro: | Gallione (Alessandria) |

|                              |           |              |
| Cutolo 26’, 64’ Ginestra 94’ | Marcatori | 44’ Pasquato |

| Arbitro: | Palazzino (Ciampino) |

|           |           |              |
| Torri 14’ | Marcatori | 52’ Ginestra |

| Arbitro: | Cervellera (Taranto) |

|                |           |  |
| Napoli 6’, 93’ | Marcatori |  |

| Arbitro: | Pinzani (Empoli) |

|                                    |           |  |
| Godeas 22’ Marchi 86’ Filkor 90+2’ | Marcatori |  |

| Arbitro: | Velotto (Grosseto) |

|              |           |  |
| Ginestra 47’ | Marcatori |  |

| Arbitro: | Nasca (Bari) |

|                         |           |                        |
| Sommese 51’ Moretti 90’ | Marcatori | 34’ Curiale 71’ Cutolo |

| Arbitro: | Bagalini (Fermo) |

|  |           |            |
|  | Marcatori | 3’ Piccolo |

| Siena 23 ottobre 2010, ore 15:00 CEST 11ª giornata | Siena                  | 0 – 0 referto | Crotone | Stadio Artemio Franchi - Montepaschi Arena (6.968 spett.)\| Arbitro: \| Gallione (Alessandria) \| |
| Arbitro:                                           | Gallione (Alessandria) |               |         |                                                                                                   |

| Empoli 30 ottobre 2010, ore 15:00 CEST 12ª giornata | Empoli             | 0 – 0 referto | Crotone | Stadio Castellani (2.256 spett.)\| Arbitro: \| Calvarese (Teramo) \| |
| Arbitro:                                            | Calvarese (Teramo) |               |         |                                                                      |

| Arbitro: | Baratta (Salerno) |

|  |           |             |
|  | Marcatori | 77’ Bonanni |

| Arbitro: | Pinzani (Empoli) |

|                    |           |                                     |
| Sansone 59’, 90+1’ | Marcatori | 36’ Tedeschi 41’ Curiale 66’ Cutolo |

| Arbitro: | Tozzi (Ostia Lido) |

|                          |           |             |
| Russotto 17’ Curiale 80’ | Marcatori | 47’ Surraco |

| Arbitro: | Ostinelli (Como) |

|                              |           |  |
| Tiribocchi 35’ Pettinari 48’ | Marcatori |  |

| Arbitro: | Massa (Imperia) |

|                |           |                             |
| De Giorgio 42’ | Marcatori | 41’ Abbruscato 58’ Misuraca |

| Arbitro: | Calvarese (Teramo) |

|                             |           |  |
| Porcari 17’ Rubino 57’, 84’ | Marcatori |  |

| Arbitro: | Candussio (Cervignano del Friuli) |

|              |           |                       |
| Abruzzese 8’ | Marcatori | 49’ (rig.) Piovaccari |

| Arbitro: | Ruini (Reggio Emilia) |

|                            |           |                               |
| Mora 11’ Caridi 89’ (rig.) | Marcatori | 6’ Cutolo 69’ (rig.) Ginestra |

| Arbitro: | Palazzino (Ciampino) |

|                           |           |  |
| Ginestra 33’ Tedeschi 41’ | Marcatori |  |

### Girone di ritorno
| Crotone 15 gennaio 2011, ore 20:45 CET 22ª giornata | Crotone              | 0 – 0 referto | Reggina | Stadio Ezio Scida (4.923 spett.)\| Arbitro: \| N. Stefanini (Prato) \| |
| Arbitro:                                            | N. Stefanini (Prato) |               |         |                                                                        |

| Arbitro: | Bagalini (Fermo) |

|                 |           |  |
| Vantaggiato 72’ | Marcatori |  |

| Arbitro: | Baracani (Firenze) |

|            |           |                |
| Cutolo 76’ | Marcatori | 80’ R. Bianchi |

| Arbitro: | Ostinelli (Como) |

|              |           |                  |
| G. Greco 74’ | Marcatori | 19’ (aut.) Rullo |

| Arbitro: | Corletto (Castelfranco Veneto) |

|  |           |          |
|  | Marcatori | 6’ Torri |

| Arbitro: | Merchiori (Ferrara) |

|                       |           |  |
| Bruno 1’ De Falco 75’ | Marcatori |  |

| Arbitro: | Ciampi (Roma) |

|                                |           |                    |
| Cutolo 45+2’ Malagò 50’ (aut.) | Marcatori | 36’ (rig.) Testini |

| Arbitro: | Candussio (Cervignano del Friuli) |

|           |           |             |
| Pesoli 4’ | Marcatori | 45+1’ Calil |

| Arbitro: | Tommasi (Bassano del Grappa) |

|           |           |  |
| Eramo 40’ | Marcatori |  |

| Arbitro: | Baratta (Salerno) |

|                      |           |  |
| Guerra 32’ Cofie 84’ | Marcatori |  |

| Arbitro: | Guida (Torre Annunziata) |

|                |           |                          |
| De Giorgio 83’ | Marcatori | 1’ Brienza 72’ Reginaldo |

| Arbitro: | Giacomelli (Trieste) |

|                             |           |                             |
| Vinetot 13’ Djurić 19’, 55’ | Marcatori | 45’ Stovini 84’ Mch'edlidze |

| Arbitro: | Ruini (Reggio Emilia) |

|            |           |  |
| Bucchi 17’ | Marcatori |  |

| Arbitro: | Nasca (Bari) |

|                                 |           |             |
| Cutolo 23’, 27’, 50’ Djurić 38’ | Marcatori | 62’ Minelli |

| Arbitro: | Ostinelli (Como) |

|              |           |                      |
| Tavano 90+4’ | Marcatori | 33’ Djurić 81’ Eramo |

| Arbitro: | Gallione (Alessandria) |

|                 |           |                         |
| Cutolo 36’, 45’ | Marcatori | 29’ Tiribocchi 54’ Doni |

| Arbitro: | Merchiori (Ferrara) |

|                |           |                        |
| Abbruscato 27’ | Marcatori | 47’ Vinetot 55’ Djurić |

| Arbitro: | N. Stefanini (Prato) |

|  |           |                                         |
|  | Marcatori | 28’ Centurioni 37’ Bertani 50’ González |

| Arbitro: | Tozzi (Ostia Lido) |

|                |           |  |
| Di Roberto 38’ | Marcatori |  |

| Crotone 21 maggio 2011, ore 15.00 CEST 41ª giornata | Crotone          | 0 – 0 referto | Grosseto | Stadio Ezio Scida (3.509 spett.)\| Arbitro: \| Ostinelli (Como) \| |
| Arbitro:                                            | Ostinelli (Como) |               |          |                                                                    |

| Arbitro: | Ruini (Reggio Emilia) |

|                          |           |                                     |
| Gerardi 11’ Altinier 61’ | Marcatori | 15’ Matute 65’ Cutolo 90+2’ Curiale |

## Coppa Italia
| Arbitro: | Baratta (Salerno) |

|            |           |  |
| Degano 60’ | Marcatori |  |

| Arbitro: | Guida (Torre Annunziata) |

|  |           |              |
|  | Marcatori | 54’ Piccinni |

## Statistiche

### Statistiche di squadra
Statistiche aggiornate al 18 giugno 2013.
| Competizione | Punti | In casa | In casa | In casa | In casa | In casa | In casa | In trasferta | In trasferta | In trasferta | In trasferta | In trasferta | In trasferta | Totale | Totale | Totale | Totale | Totale | Totale |
| Competizione | Punti | G       | V       | N       | P       | Gf      | Gs      | G            | V            | N            | P            | Gf           | Gs           | G      | V      | N      | P      | Gf     | Gs     |
| ------------ | ----- | ------- | ------- | ------- | ------- | ------- | ------- | ------------ | ------------ | ------------ | ------------ | ------------ | ------------ | ------ | ------ | ------ | ------ | ------ | ------ |
| Serie B      | 54    | 21      | 9       | 6       | 6       | 27      | 21      | 21           | 4            | 9            | 8            | 18           | 29           | 42     | 13     | 15     | 14     | 45     | 50     |
| Coppa Italia | -     | 2       | 1       | 0       | 1       | 1       | 1       | 0            | 0            | 0            | 0            | 0            | 0            | 2      | 1      | 0      | 1      | 1      | 1      |
| Totale       | 29    | 14      | 6       | 4       | 4       | 15      | 10      | 12           | 1            | 7            | 4            | 9            | 17           | 26     | 7      | 11     | 8      | 24     | 27     |

### Statistiche dei giocatori
Sono in corsivo i calciatori che hanno lasciato la società a stagione in corso.
| Giocatore     | Serie B  | Serie B | Serie B     | Serie B    | Coppa Italia | Coppa Italia | Coppa Italia | Coppa Italia | Totale   | Totale | Totale      | Totale     |
| Giocatore     | Presenze | Reti    | Ammonizioni | Espulsioni | Presenze     | Reti         | Ammonizioni  | Espulsioni   | Presenze | Reti   | Ammonizioni | Espulsioni |
| ------------- | -------- | ------- | ----------- | ---------- | ------------ | ------------ | ------------ | ------------ | -------- | ------ | ----------- | ---------- |
| G. Abruzzese  | 37       | 1       | 4           | 1          | 1            | 0            | 0            | 0            | 38       | 1      | 4           | 1          |
| N. Beati      | 15       | 0       | 5           | 0          | 1            | 0            | 1            | 0            | 16       | 0      | 6           | 0          |
| V. Belec      | 29       | -35     | 3           | 1          | 0            | 0            | 0            | 0            | 29       | -35    | 3           | 1          |
| G. Bindi      | 3        | -3      | 0           | 0          | 1            | -1           | 0            | 0            | 4        | -4     | 0           | 0          |
| M. Cabeccia   | 7        | 0       | 1           | 0          | 2            | 0            | 0            | 0            | 9        | 0      | 1           | 0          |
| Caetano       | 16       | 1       | 1           | 0          | 0            | 0            | 0            | 0            | 16       | 1      | 1           | 0          |
| E. Concetti   | 11       | -12     | 2           | 0          | 1            | 0            | 0            | 0            | 12       | -12    | 2           | 0          |
| P. Correia    | 13       | 0       | 1           | 0          | 1            | 0            | 0            | 0            | 14       | 0      | 1           | 0          |
| A. Crescenzi  | 33       | 0       | 5           | 0          | 0            | 0            | 0            | 0            | 33       | 0      | 5           | 0          |
| D. Curiale    | 22       | 4       | 5           | 1          | 1            | 0            | 0            | 0            | 23       | 4      | 5           | 1          |
| A. Cutolo     | 38       | 14      | 2           | 0          | 1            | 0            | 0            | 0            | 39       | 14     | 2           | 0          |
| D. Degano     | 2        | 0       | 0           | 0          | 1            | 1            | 0            | 0            | 3        | 1      | 0           | 0          |
| P. De Giorgio | 39       | 2       | 2           | 1          | 2            | 0            | 0            | 0            | 41       | 2      | 2           | 1          |
| M. Djurić     | 16       | 5       | 4           | 0          | 0            | 0            | 0            | 0            | 16       | 5      | 4           | 0          |
| M. Eramo      | 32       | 2       | 10          | 0          | 1            | 0            | 0            | 0            | 33       | 2      | 10          | 0          |
| A. Galardo    | 37       | 0       | 5           | 0          | 1            | 0            | 0            | 0            | 38       | 0      | 5           | 0          |
| C. Ginestra   | 27       | 5       | 2           | 1          | 2            | 0            | 0            | 0            | 29       | 5      | 2           | 1          |
| Y. Hanine     | 8        | 0       | 0           | 0          | 1            | 0            | 0            | 0            | 9        | 0      | 0           | 0          |
| E. Ledesma    | 10       | 0       | 0           | 0          | 0            | 0            | 0            | 0            | 10       | 0      | 0           | 0          |
| M. Loviso     | 13       | 0       | 2           | 0          | 0            | 0            | 0            | 0            | 13       | 0      | 2           | 0          |
| K. E. Matute  | 4        | 1       | 0           | 0          | 0            | 0            | 0            | 0            | 4        | 1      | 0           | 0          |
| A. Mazzotta   | 13       | 0       | 1           | 0          | 0            | 0            | 0            | 0            | 13       | 0      | 1           | 0          |
| F. Migliore   | 31       | 0       | 5           | 0          | 1            | 0            | 0            | 0            | 32       | 0      | 5           | 0          |
| A. Napoli     | 21       | 2       | 5           | 0          | 1            | 0            | 0            | 0            | 22       | 2      | 5           | 0          |
| L. Parfait    | 14       | 0       | 3           | 0          | 2            | 0            | 0            | 0            | 16       | 0      | 3           | 0          |
| A. Russotto   | 31       | 1       | 6           | 1          | 1            | 0            | 0            | 0            | 32       | 1      | 6           | 1          |
| L. Tedeschi   | 13       | 2       | 3           | 0          | 1            | 0            | 0            | 0            | 14       | 2      | 3           | 0          |
| L. Terigi     | 3        | 0       | 0           | 0          | 0            | 0            | 0            | 0            | 3        | 0      | 0           | 0          |
| J. Uccello    | 5        | 0       | 0           | 0          | 1            | 0            | 0            | 0            | 6        | 0      | 0           | 0          |
| K. Vinetot    | 17       | 2       | 3           | 0          | 1            | 0            | 0            | 0            | 18       | 2      | 3           | 0          |
| F. Viviani    | 23       | 0       | 4           | 1          | 1            | 0            | 0            | 0            | 24       | 0      | 4           | 1          |